# Rissoina lapazana
Rissoina lapazana är en snäckart som beskrevs av Bartsch 1915. Rissoina lapazana ingår i släktet Rissoina och familjen Rissoidae. Inga underarter finns listade i Catalogue of Life.